# Seren Taun

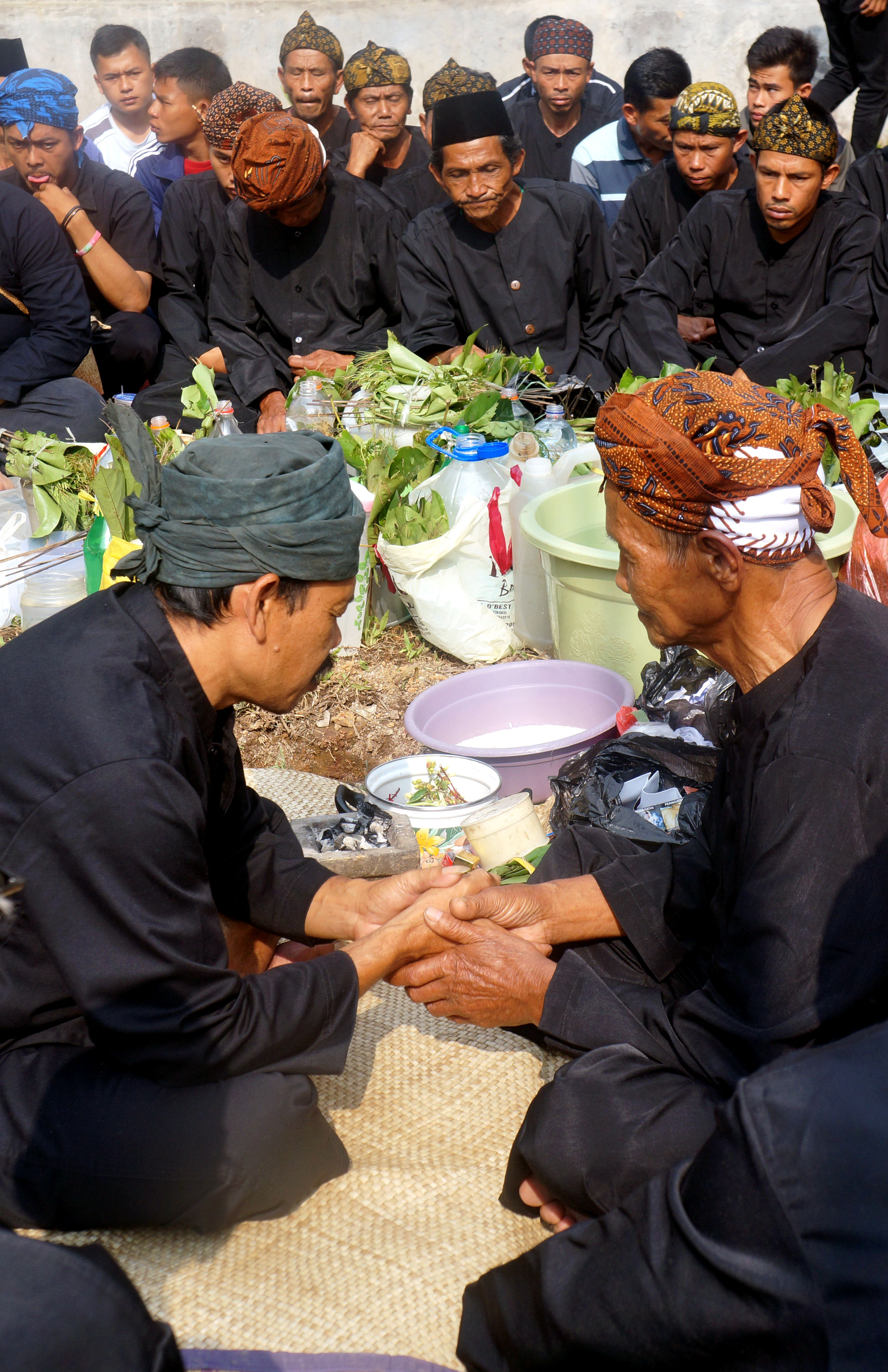
Seren Tahun dans le village de Malasari, kabupaten de Bogor

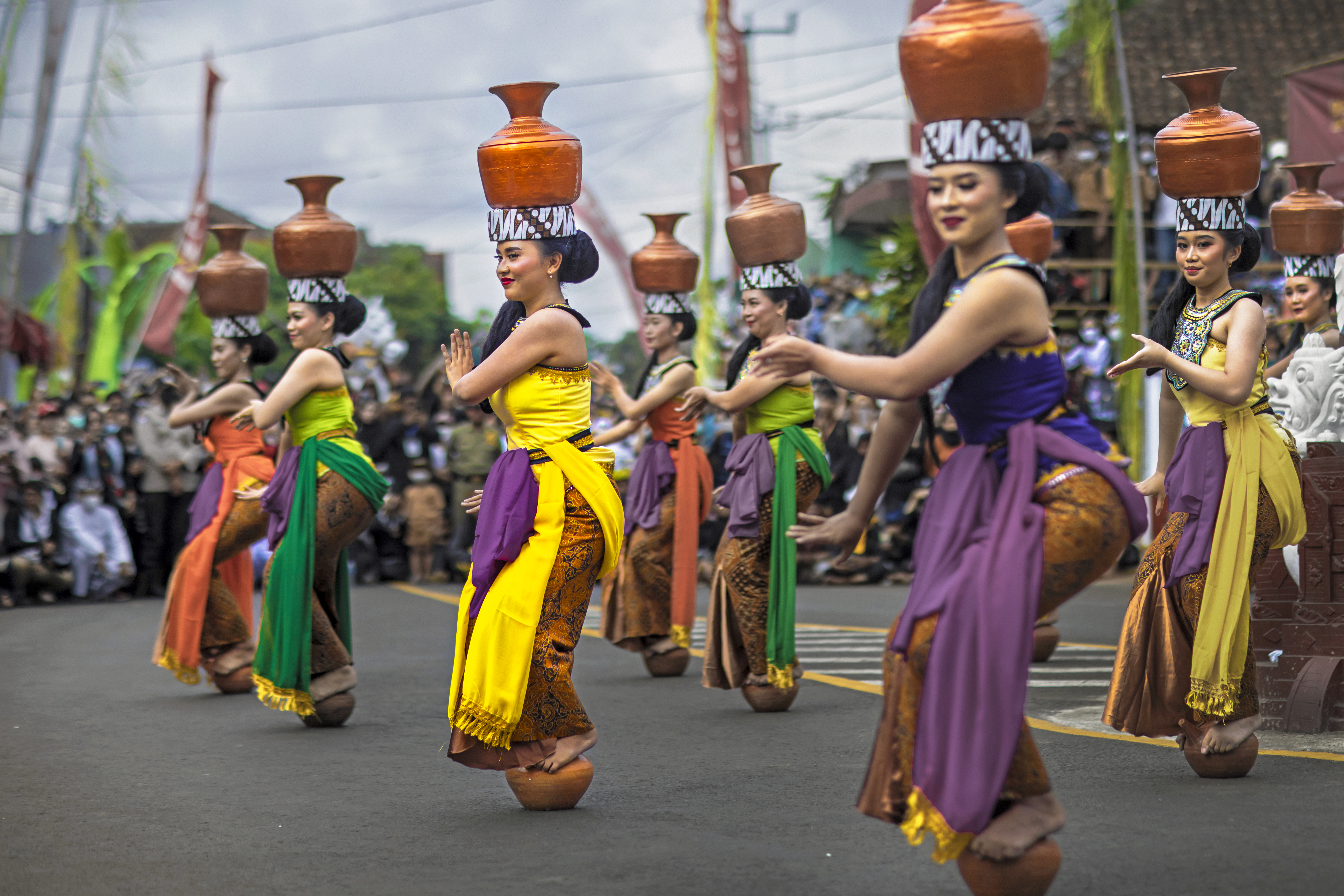
Danse "Buyung" lors d'une célébration de Seren Taun à Cigugur, kabupaten de Kuningan

Le Seren Taun est une cérémonie traditionnelle sundanaise qui se tient chaque année durant le mois de Rayagung, le 12e du calendrier traditionnel sundanais, calculé sur l'ère Saka. On l'appelle parfois aussi "le Nouvel an sundanais".
Au cours de l'année, le Seren Taun est précédé de différentes étapes : le Ngaseuk (plantage du riz), le Mipit (récolte), le Nutu (cérémonie dédiée aux scarabées), le Nganyaran (consommation du premier riz), Ponggokan (rapport annuel).

## Quelques lieux
- Village culturel de Pasir Eurih, Bogor;
- Village traditionnel de Ciptagelar, district de Cisolok, kabupaten de Sukabumi;
- Village de Cigugur, Kabupaten de Kuningan.